# Peter Schuyler Miller
Peter Schuyler Miller (ur. 21 lutego 1912, zm. 13 października 1974)  – amerykański krytyk i pisarz fantastyki naukowej.

## Życiorys
Urodził się w 100-letnim gospodarstwie rolnym położonym pomiędzy Melrose i Schaghticoke w hrabstwie Rensselaer w stanie Nowy Jork. Wychowywał się w Mohawk Valley, co doprowadziło do jego długiego zainteresowania Irokezami. Objawiało się ono pracą jako archeolog amator i członek New York State Archaeological Association.
Miller pochodził z bardzo dobrej rodziny. Wśród swoich przodków miał wiele znamienitych postaci, w tym generała majora Philipa Johna Schuylera oraz pierwszego gubernatora stanu Nowy Jork, Petera Schuylera. Ojciec Millera był chemikiem, a matka nauczycielką. Sam Miller studiował chemię na  Union College w Schenectady.  
Pracował jako pisarz dla General Electric w 1940, a także dla Fisher Scientific Co. w Pittsburghu w Pensylwanii od 1962 aż do swojej śmierci 13 października 1974. Odszedł w wieku 62 lat.

## Twórczość
W latach 30. XX w. pisał pulpowe opowiadania. Jego pierwszy tekst, Visitors from Infinity, nigdy nie został sprzedany, ale ostatecznie został opublikowany w fanzinie „Cosmology”. W 1930 roku wygrał swoją pierwszą nagrodę w konkursie zorganizowanym przez „Air Wonder Stories”, zdobywając 150$ w złocie. Zwycięskie opowiadanie nosi tytuł The Red Plague.  Redaktor Hugo Gernsback powiedział, że historia Millera była jedną z najlepszych opowieści, jakie otrzymaliśmy od momentu powstania naszych czasopism. W ten sposób Miller stał się jednym z najpopularniejszych autorów tego okresu. Pisząc, rzadko używał pseudonimu. Zdarzało mu się to jedynie podczas współpracy z przyjaciółmi: Walterem L. Dennisiem i Paulem McDermottem. Pisząc razem nadawali sobie miano Dennisa McDermotta.

### Opowiadania
- The Red Plague (1930)
- Dust of Destruction (1931)
- Through the Vibrations (1931)
- Cleon of Yzdral (1931)
- The Man from Mars (1931)
- The Arrhenius Horror (1931)
- Tetrahedra of Space (1931)

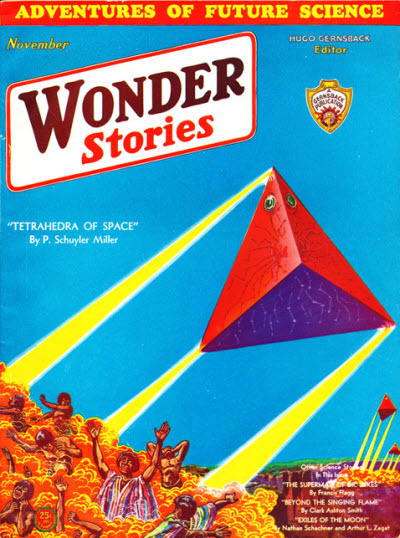
Opowiadanie Millera Tetrahedra of Space było tekstem z okładki w listopadzie 1931 w magazynie Wonder Stories.

- Red Spot on Jupiter (1931) (razem z Paulem McDermott i Walterem Dennis)
- Duel on the Asteroid (1932) (razem z Paulem McDermott i Walterem Dennis)
- Forgotten (znane także jako The Forgotten Man of Space) (1933)

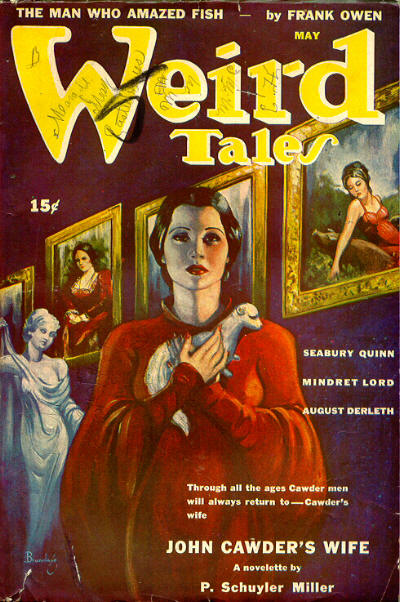
Opowiadanie John Cawder's Wife stało się okładkowym opowiadaniem w magazynie Weird Tales w maju 1943.

- Red Flame of Venus (1932)
- Jeremiah Jones, Alchemist (1933)
- Alicia in Blunderland (1933)
- The Atom Smasher (1934)
- The Pool of Life (1934)
- The Titan (1934–1935)
- The People of the Arrow (1935)Opowiadanie John Cawder's Wife stało się okładkowym opowiadaniem w magazynie Weird Tales w maju 1943.
- The Chrysalis (1936)
- The Sands of Time (1937)
- Coils of Time (1939)
- Pleasure Trove (1939)
- Spawn (1939)
- In the Good Old Summertime (1940)
- Living Isotopes (1940)
- The Flayed Wolf (1940)
- Old Man Mulligan (1940)
- Trouble on Tantalus (1941)
- Bird Walk (1941)
- Over the River (1941)
- The Facts of Life (1941)
- Smugglers of the Moon (1941)
- The Frog (1942)
- The Cave (1943)
- John Cawder's Wife (1943)Tekst The Arrhenius Horror został ponownie opublikowany w 1947 w „Avon Fantasy Reader”.
- The Hounds of Kalimar (1943)
- Gleeps (1943)

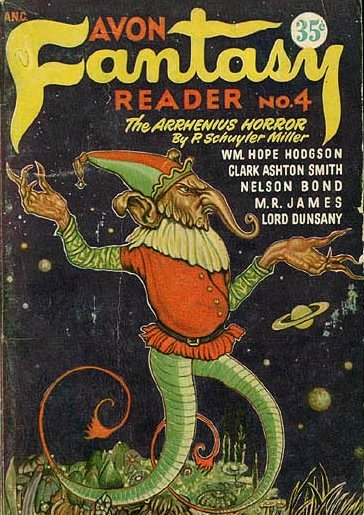
Tekst The Arrhenius Horror został ponownie opublikowany w 1947 w „Avon Fantasy Reader”.

- Fricassee in Four Dimensions (1943)
- As Never Was (1944)
- Cuckoo (1944)
- Plane and Fancy (1944)
- Ship-in-a-Bottle (1945)
- Ghost (1946)
- The Thing on Outer Shoal (1947)
- Daydream (1949)
- Status Quondam (1951)
- For Analysis (1958)

### Wiersze
- Man’s Question (1931)
- Meteor (1931)
- Space (1933)

### Powieści
- Genus Homo (1941) (razem z  L. Sprague de Camp)

### Zbiory opowiadań
- The Titan (1952)